# الحاجز المرجاني في بليز
الحاجز المرجاني في بليز هو سلسلة من الشعاب المرجانية تمتد على ساحل بليز، ما يقرب من 300 متر (1000 قدم) في الخارج في الشمال وعلى بعد 40 كيلومتر (25 ميل) في الجنوب داخل حدود البلاد. الحاجز المرجاني بليز هو 300 كلم (186 ميل) المقطع الطويل من 900 كيلومتر (560 ميل) طويلة أمريكا[ ؟ ] الوسطى الحاجز المرجاني النظام، وهو مستمر من كانكون في الطرف الشمالي الشرقي من شبه جزيرة يوكاتان خلال ريفييرا مايا يصل إلى هندوراس مما يجعلها ثاني أكبر نظام للشعاب المرجانية في العالم بعد الحاجز المرجاني العظيم في أستراليا. ومن الوجهة السياحية بليز الأعلى شعبية لرياضة الغطس والغوص وجذب ما يقرب من نصف الزوار من 260000، وحيوية لصناعة الصيد التابعة لها.
ووصف تشارلز داروين بأنها «شراع وأبرز في جزر الهند الغربية» في 1842.

## الأنواع
الحاجز المرجاني بليز هي موطن لتنوع كبير من النباتات والحيوانات، واحدة من النظم الإيكولوجية الأكثر تنوعا في العالم :
- 70 أنواع الشعاب المرجانية الصلبة
- 36 أنواع المرجان الطري.
- 500 نوعا من الأسماك

مئات الأنواع اللافقارية
مع 90 ٪ من الشعاب المرجانية التي تحتاج لا يزال يتعين بحثها، ويقدر أنه تم اكتشاف 10 ٪ فقط من جميع الأنواع.

## معرض صور

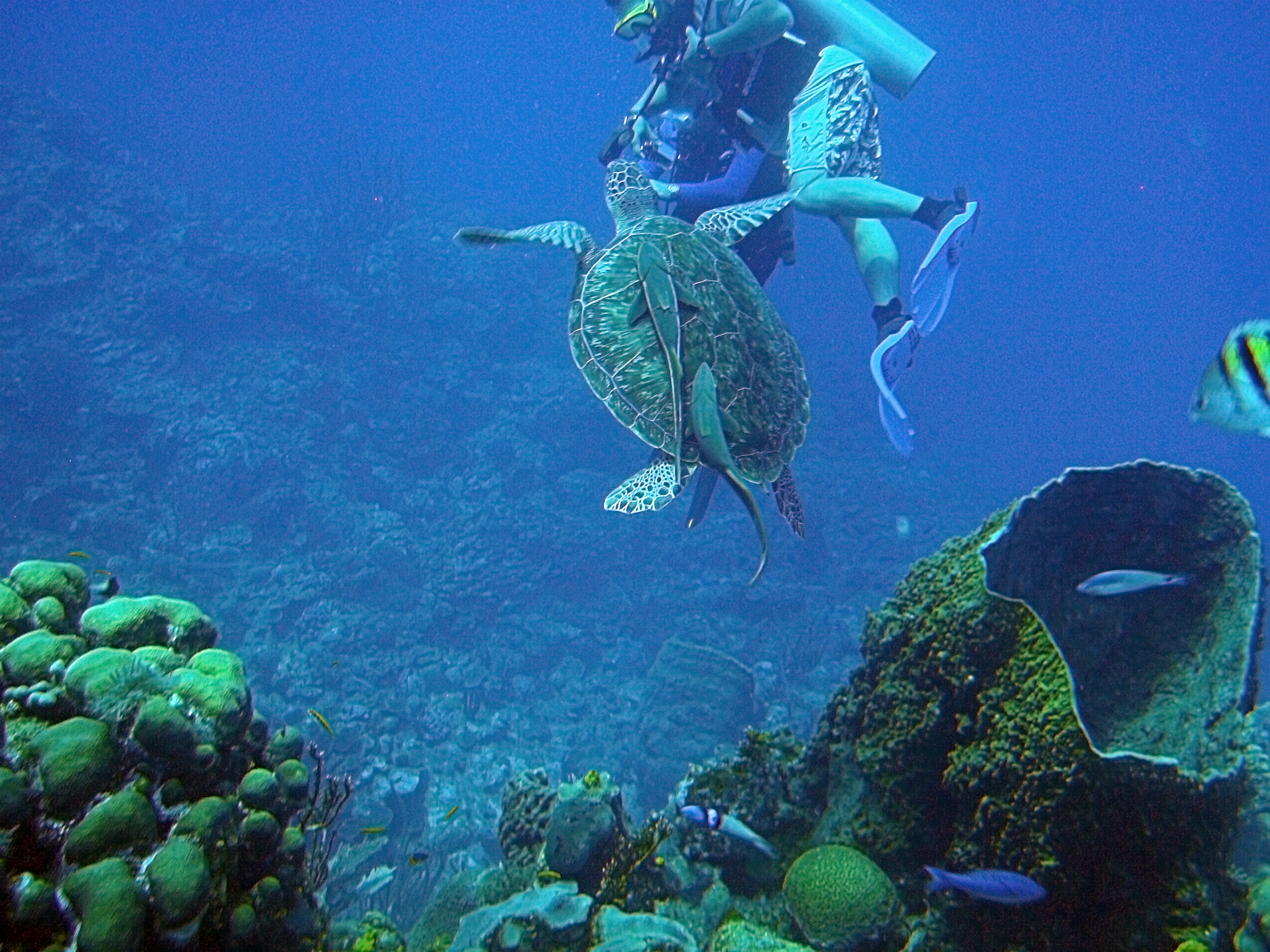
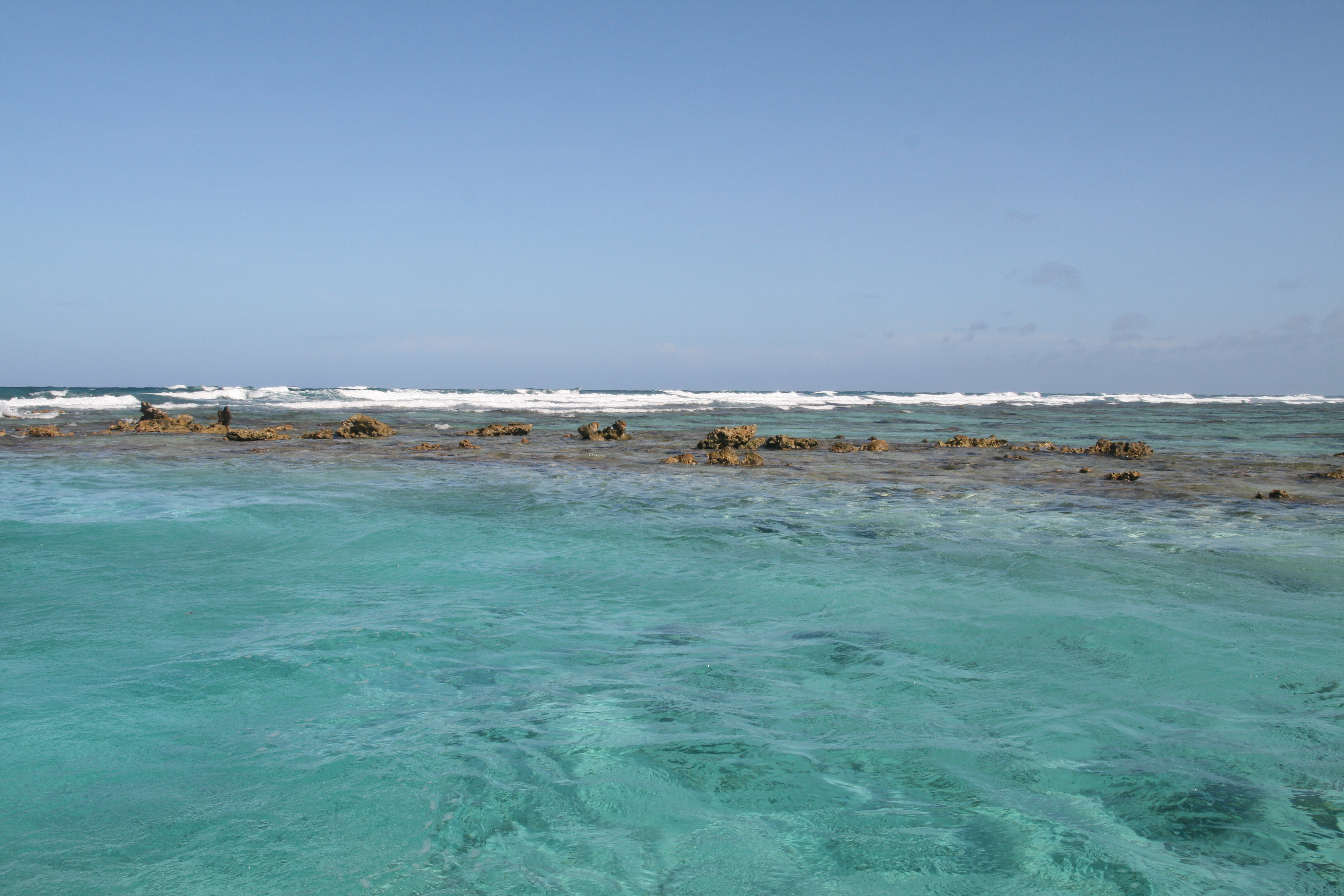
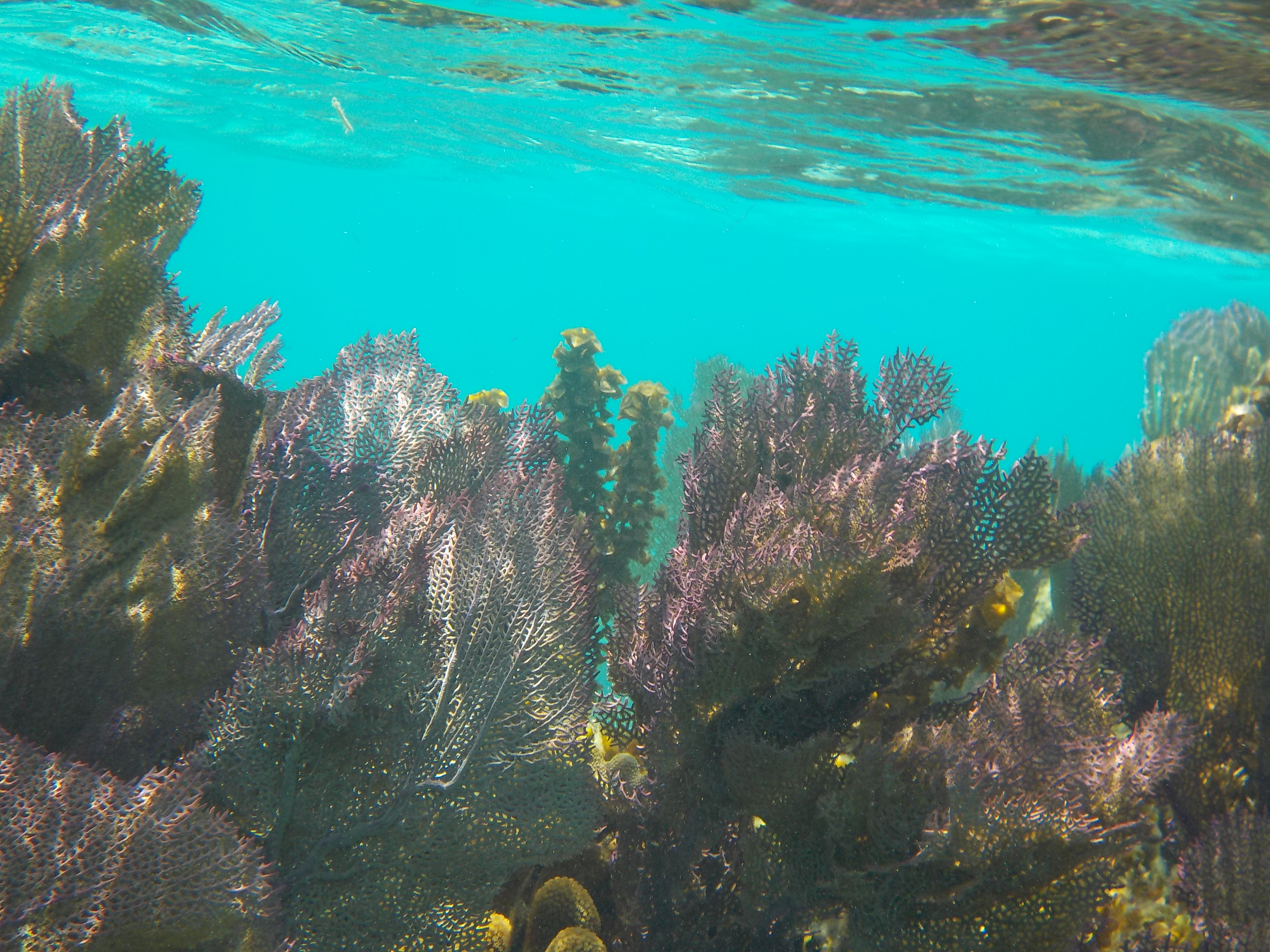
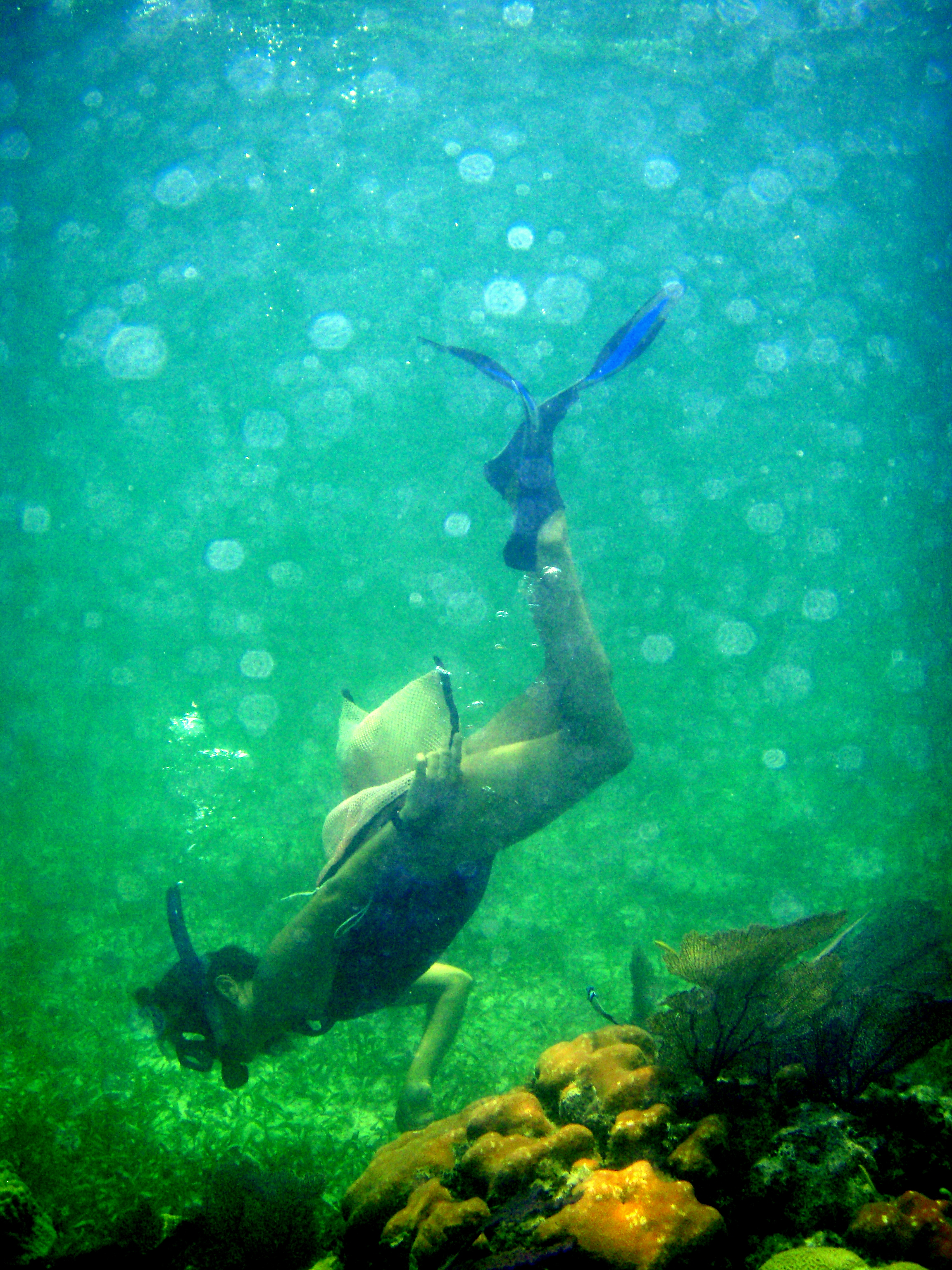
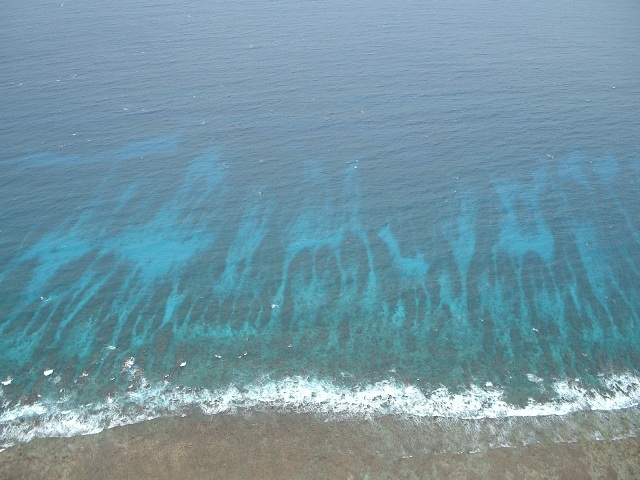